# Madeleine-Catherine de Palatinat-Deux-Ponts
Madeleine-Catherine de Palatinat-Deux-Ponts (allemand : Magdalena Katharina von Pfalz-Zweibrücken, 26 avril 1607, Deux-Ponts – 20 janvier 1648, Strasbourg) est une comtesse de Palatinat-Deux-Ponts par la naissance et par le mariage duchesse et comtesse palatine de Birkenfeld.

## Biographie
Madeleine-Catherine est la seule enfant du duc et comte palatin Jean II de Palatinat-Deux-Ponts (1584-1635), et de sa première femme Catherine de Rohan (1578-1607), fille de René II de Rohan. Du second mariage de son père, elle a sept demi-frères et sœurs, dont Frédéric qui hérite de leur père comme comte Palatin du Rhin et duc de Deux-Ponts.
Elle épouse le 14 novembre 1630 à Deux-Ponts le comte palatin du Rhin et duc Christian Ier de Birkenfeld-Bischweiler (1598-1654). Madeleine-Catherine apporte en dot à son mari le district de Bischwiller en Alsace. Le couple vit d'abord dans une aile du château de Birkenfeld. Plus tard, Christian construit un château qu'ils utilisent comme résidence de la famille. Bischweiler est complètement détruit en 1635 dans les affres de la Guerre de Trente Ans.
Madeleine-Catherine meurt en exil à Strasbourg, le 20 janvier 1648. Elle est enterrée dans l'Église Réformée de Bischweiler.

## Descendance
De son mariage, Madeleine-Catherine a les enfants suivants:
- Gustave de Birkenfeld-Bischweiler (1632-1632) ;
- Jean de Birkenfeld-Bischweiler (1633-1633) ;
- Dorothée de Birkenfeld-Bischweiler (1634-1715), en 1649 elle épouse Jean-Louis de Nassau-Ottweiler, (fils de Guillaume de Nassau-Sarrebrück) ;
- Louise de Birkenfeld-Bischweiler (1635-1691) ;
- Christian II de Birkenfeld-Bischweiler, comte palatin de Birkenfeld ;
- Jean de Birkenfeld-Gelnhausen (1638-1704) ;
- Anne de Birkenfeld-Bischweiler (1640-1693), en 1659 elle épousa Jean-Reinhard II de Hanau-Lichtenberg ;
- Claire de Birkenfeld-Bischweiler (1643-1644).